# Greater Than Love
Greater Than Love er en amerikansk stumfilm fra 1921 af Fred Niblo.

## Medvirkende
- Louise Glaum som Grace Merrill
- Patricia Palmer som Elsie Brown
- Rose Cade som Maizie
- Eve Southern som Clairice
- Willie Mae Carson som Pinkie
- Betty Francisco som Helen Wellington
- Mahlon Hamilton som Bruce Wellington